# Posmrtné jméno
Posmrtné jméno (čínsky: znaky tradiční 諡號, 謚號, zjednodušené 谥号, pinyin shìhào, český přepis š’-chao) je čestné jméno udělované po smrti panovníkům, vznešeným dvořanům a jiným významným osobnostem používané v některých zemích východní a jihovýchodní Asie – v Číně, Koreji, Vietnamu a Japonsku. V Japonsku nyní císař dostává posmrtné jméno, které odpovídá jménu jeho éry vlády.
V Číně a Vietnamu bylo udělování posmrtného jména formou vyznamenání udělovanou zasloužilým osobnostem. V Japonsku zemřelí mohou dostat posmrtné buddhistické jméno známé jako kaimjo.
Posmrtné jméno by nemělo být zaměňováno s érou vlády nebo chrámovým jménem.
První posmrtné jméno – Wen-wang (Civilní král) – udělil zakladatel dynastie Čou král Ťi Fa (posmrtným jménem Wu-wang, Válečnický král, vládl v letech 1046–1043 př. n. l.) svému otci Ťi Čchangovi. V dynastii Čou bylo poté udělování posmrtných jmen pravidelným. Za následující dynastie Čchin byl zvyk zrušen, dynastie Chan jej opět obnovila.
Jméno bývalo vybíráno tak, aby vystihovalo charakter vlády dotyčného panovníka, případně zásluhy poctěné osoby.